# Beata Poźniak
Beata Poźniak Daniels (nacida el 30 de abril de 1960 en Gdansk) es actriz, directora de cine, activista, feminista, pintora y modelo polaca. También es conocida con el nombre de Beata Pozniak Daniels.
Destacó por su papel de Marina Oswald en la película de Oliver Stone’s JFK (película), que le valió el reconocimiento como una actriz excepcional, por su habilidad camaleónica de transformarse en sus interpretaciones, por ejemplo, el de ser la primera presidenta femenina el Babylon 5, o el papel de revolucionaria derrocando a un gobierno en George Lucas Las aventuras del joven Indiana Jones, también el papel de doctora en el espectáculo Melrose Place (serie de televisión de 1992), o como Masha en Mad About You.

## Primeros años
Nacida en Gdansk, Polonia, estudió en la Escuela Nacional de Cine Televisión y Teatro en Łódź, y a los 23 se graduó con altos honores.

## Arte
A través de su arte explora los papeles de las mujeres en la sociedad para combinar tradiciones del teatro con el simbolismo y el surrealismo. El trabajo de Poźniak consiste en explorar el sentimiento de ser mujer en la actualidad. Los temas recurrentes en su obra son los derechos de mujeres, justicia social e historia de mujeres.

## Teatro y artes escénicas

### Teatro Discordia
En 1989 Poźniak creó la compañía de teatro y artes escénicas Discordia,  una compañía de teatro experimental para la cual escribió, dirigió y realizó una variedad de obras de teatro. Su pasión por los diferentes modos del arte la llevó a crear este espacio donde ella pudiera expresarse libremente combinando las artes escénicas, proyecciones visualización, música, lecturas de poemas y danza. Poźniak constantemente trata nuevos modos de inspiración a través de la escultura, la pintura, la danza, la poesía y la interpretación. Su compañía de producción no solo le ha presentado una nueva forma de expresarse sino también le ha dado la oportunidad a otros de espesarse libremente. En un artículo editado por La Opinión (Los Ángeles) destaca como Poźniak logró reunir más de una docena de artistas inmigrantes para narrar y presentar sus obras de arte relatando sus culturas y experiencias como inmigrantes a través de sus obras. La obra titulada “Inmigración y Experiencia en América”, debutó en El Festival de Poesía de Los Ángeles, y puesta en escena en 1991 Los Ángeles, California, en los Estudios Raleigh, donde Poźniak invitó a varios poetas representantes de diferentes partes del mundo como un modo de unificar culturas. Este proyecto le dio la oportunidad a los poetas de poder expresarse libremente, ya que sus países de origen sus obras eran censuradas por los temas que trataban, razón por la que emigraron a América, el país de las esperanzas y los sueños. El objetivo de esta y otras obras realizadas por Poźniak en la compañía de Teatro Discordia es crear un puente entre la cultura inmigrante y la cultura americana.

## Activista

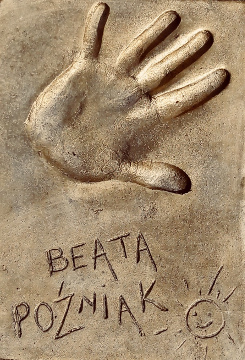
Placa en su honor.

Siendo emigrante en los Estados Unidos defendió la idea del Día Internacional de la Mujer para que fuera oficialmente un díal festivo y celebrado en los Estados Unidos. El Día Internacional de la Mujer era un día reconocido en todo el mundo menos en Estados Unidos. Durante muchos años, trabajó al lado de la Alcalde de Los Ángeles, el Gobernador de California, y el Congreso de los Estados Unidos para enfatizar el reconocimiento político del Día Internacional de la Mujer. En 1994 Beata encabezó las firmas en la carta de petición dirigida al Congreso de los Estados Unidos (H.J. Res. 316) para reconocer el Día Internacional de la Mujer en Estados Unidos.

## Premios y reconocimientos
Beata forma parte frecuentemente en los panales de jurados para la Academia de Televisión, Premios Primetime Emmy. En 1992 fue presentadora para el IFP (Cine Independiente Project West), Premios Independent Spirit con Jodie Foster, Brad Pitt, Johnny Depp, Sofia Coppola, Anthony Hopkins. Pesentó póstumamente un premio a Audrey Hepburn en el Festival de Películas de Derechos Humanos apoyado por los Estados Unidos. En 2005 recibió el Premio Corazón Croata con Michael York y John Savage por la película "Freedom from Despair".

## Filmografía
- 2014 "People on the Bridge"
- 2010	"The Officer's Wife"
- 2010	"Ojciec Mateusz"
- 2009	"On Profiles in Courage"
- 2007	"Zlotopolscy"
- 2006	"Miriam"
- 2006	"Cyxork 7"
- 2004	"Freedom from Despair"
- 2002	"The Drew Carey Show"
- 2002	"Philly"
- 2002	"Mnemosyne"
- 2001	"Family Law"
- 2001	"Mixed Signals"
- 1999	"Enemy Action"
- 1999	"Klasa na obcasach"
- 1998	"Women's Day: The Making of a Bill"
- 1997	"Pensacola: Wings of Gold"
- 1997	"Babylon 5"
- 1997	"Cielo negro"
- 1997	"JAG"
- 1995	"War & Love" aka "Heaven's Tears"
- 1995	"A Mother's Gift"
- 1994	"Psychic Detective"
- 1993	"Melrose Place (serie de televisión de 1992)"
- 1993	"Wild Palms"
- 1993	"Las aventuras del joven Indiana Jones”
- 1993	"Mad About You"
- 1993	"Ramona"
- 1992	"At Night the Sun Shines"
- 1991	"Ferdydurke"
- 1991	"JFK (película)"
- 1989	"Stan wewnetrzny"
- 1989	"White in Bad Light"
- 1987	"Vie en images"
- 1986	"A Chronicle of Amorous Accidents"
- 1985	"Hamlet in the Middle of Nowhere"
- 1985	"Rozrywka po staropolsku"
- 1984	"I Died to Live"
- 1984	"Deszcz"
- 1983	"Krolowa Sniegu"
- 1983	"Lucky Edge" aka "Szczesliwy Brzeg"
- 1982	"Klamczucha"
- 1981	"Man of Iron"
- 1981	"Zycie Kamila Kuranta"
- 1979	"El tambor de hojalata (novela)"

## Audiolibros
- 2014: "Emperatriz de la Noche: Una Novela de Catalina II de Rusia", publicado por Random House
- 2012: "El Palacio de Invierno: Una Novela de Catalina II de Rusia", publicado por Random House